# Arch
Arch ist eine politische Gemeinde im Verwaltungskreis Seeland, Kanton Bern, Schweiz. Unter demselben Namen existiert ein Dorf, eine Kirchgemeinde und eine Burgergemeinde.

## Geschichte

Luftbild aus 2000 Metern Höhe, Walter Mittelholzer (1923)

Die erste Erwähnung findet die Gemeinde am 13. Oktober 1236 als Archo; damals tauschte Ulrich von Ergenzach mit der Abtei Erlach eine Schuppose bei Arch gegen einen Hügel beim Dorfe Büren, auf dem vormals die Burg Strassberg stand.
1561 wurde eine Fähre über die Aare eingerichtet.

## Bevölkerung
| Bevölkerungsentwicklung | Bevölkerungsentwicklung | Bevölkerungsentwicklung | Bevölkerungsentwicklung | Bevölkerungsentwicklung | Bevölkerungsentwicklung | Bevölkerungsentwicklung | Bevölkerungsentwicklung | Bevölkerungsentwicklung |
| Jahr                    | 1764                    | 1850                    | 1950                    | 1990                    | 2000                    | 2003                    | 2013                    | 2021                    |
| ----------------------- | ----------------------- | ----------------------- | ----------------------- | ----------------------- | ----------------------- | ----------------------- | ----------------------- | ----------------------- |
| Einwohner               | 234                     | 512                     | 796                     | 1313                    | 1584                    | 1553                    | 1516                    | 1708                    |

## Politik
Bei den Nationalratswahlen 2023 betrugen die Wähleranteile in Arch (in Klammern die Veränderung im Vergleich zu den Wahlen 2019 in Prozentpunkten): SVP 51,89 % (+6,16), Mitte 12,55 % (−3,94), SP 10,61 % (+3,58), FDP 5,90 % (−0,58), glp 5,32 % (−3,23), Grüne 4,39 % (−3,40), EDU 2,45 % (+1,59), EVP 0,83 % (−1,26), SD 0,48 % (+ 0,08).

### Wappen
Das Wappen von Arch ist Blau, mit einer goldenen Arche auf silbernen Wellen, darüber eine fliegende Taube mit grünem Ölzweig. Das Motiv erscheint erstmals um 1900, die heutige Fassung stammt aus dem Jahre 1946.

## Schulen
In Arch befinden sich eine Primarschule und ein Oberstufenzentrum, an welchem die Gemeinde Leuzigen angeschlossen ist.

## Archäologie
Auf dem Gemeindegebiet gibt es zwei Burghügel, die beide nicht datiert und auch nicht schriftlich fassbar sind.
Die Anlage im Schlatthole/Meierslihubel und Anlage im Schlosshubel/Biselee sind in der Neuzeit teilweise zerstört worden.

## Persönlichkeiten
- Christoph Neuhaus (* 1966), Politiker, Regierungsrat des Kantons Bern

## Bilder

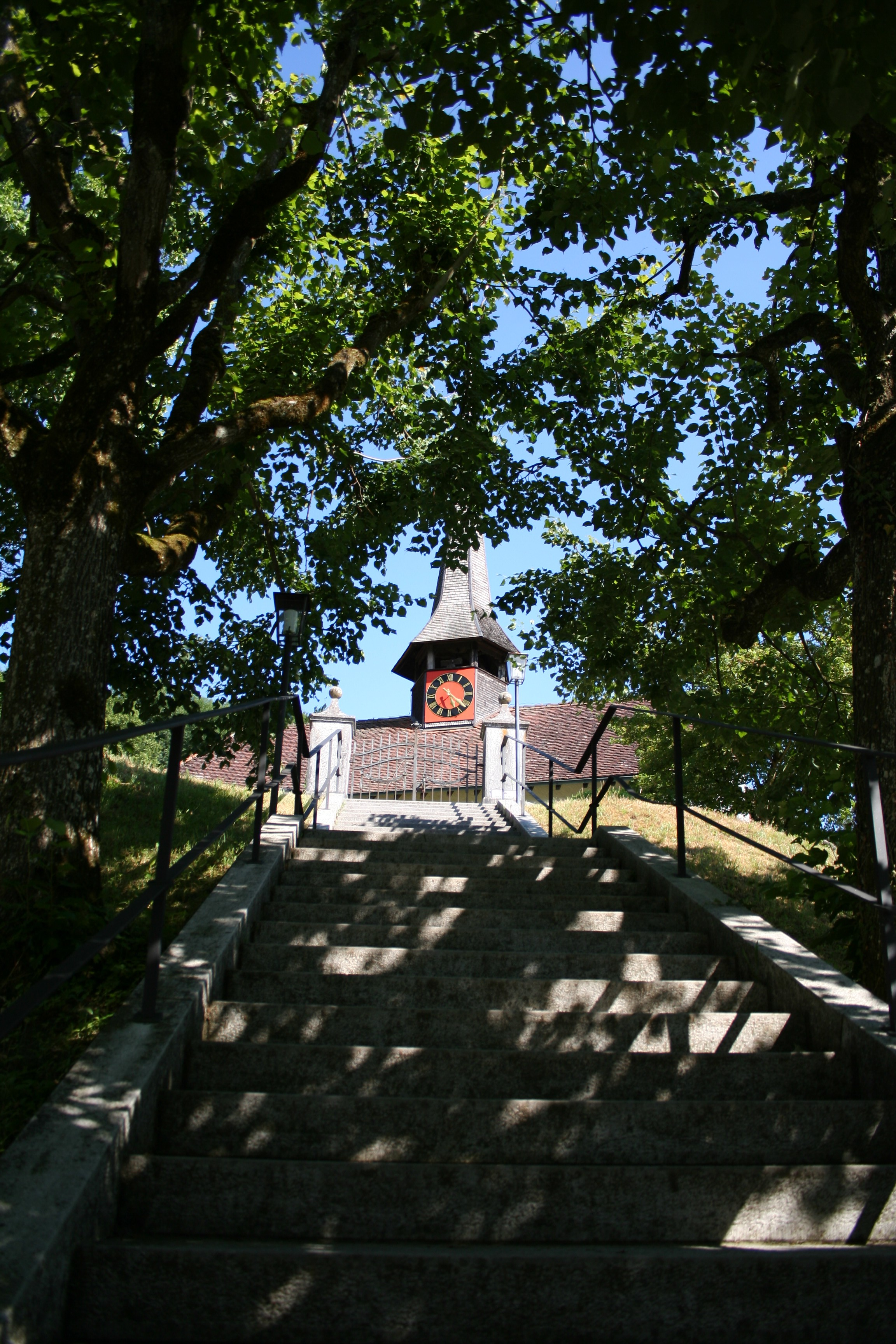
Treppe zur Kirche
Aussicht Oberdorf Richtung Nordwest
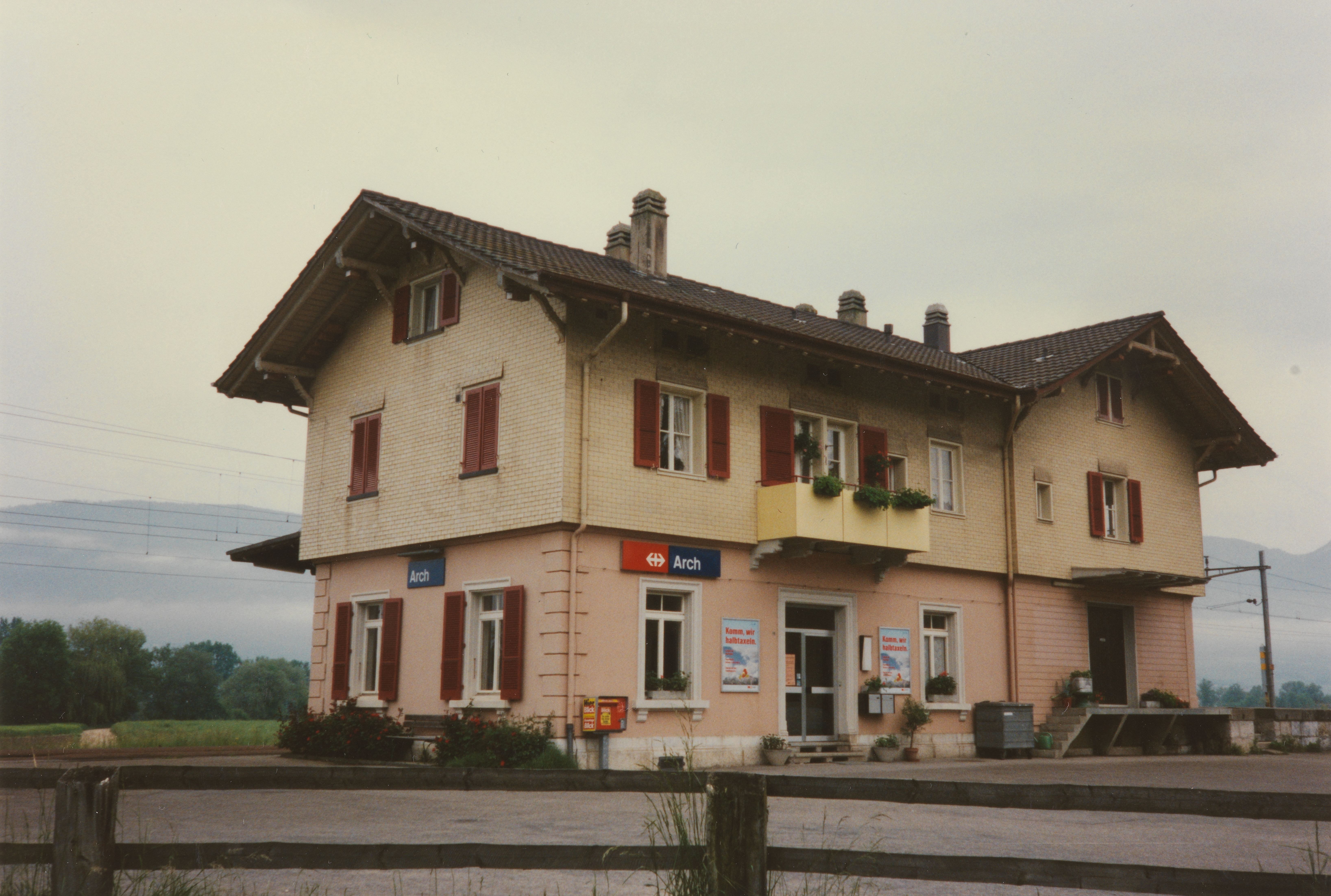
Stationsgebäude Arch (1994)